# Purpuraria erna
Purpuraria erna is een rechtvleugelig insect uit de familie Pamphagidae. De wetenschappelijke naam van deze soort werd voor het eerst geldig gepubliceerd in 1929 door Günther Enderlein.
1. ↑  (en) Purpuraria erna op de IUCN Red List of Threatened Species.